# Fresco (Gbôklé)
Fresco es un departamento de la región de Gbôklé, Costa de Marfil. En mayo de 2014 tenía una población censada de 101 298 habitantes.
Se encuentra ubicado al suroeste del país, a poca distancia de la costa del golfo de Guinea y de la desembocadura del río Sassandra.